# Automitrailleuse Charron modèle 1906
La Charron modèle 1906 est un prototype de véhicule militaire blindé réalisé en France par le constructeur automobile Charron-Girardot-Voigt (CGV) avant la Première Guerre mondiale.

## Conception
Le constructeur automobile CGV (Charron-Girardot-Voigt), pionnier français de l'automitrailleuse en 1902, conçoit quatre ans plus tard un nouveau modèle sur un de ses châssis 25/30 HP. La voiture entièrement blindée est surmontée d'une tourelle à deux positions qui abrite une mitrailleuse Hotchkiss modèle 1900. A pleine charge, les 3 tonnes de ce modèle sont difficilement propulsées par un moteur apparu insuffisamment puissant aux yeux des observateurs des manœuvres de Beauce de septembre 1906. Cette faiblesse structurelle n'empêche pas le lancement d'une construction en petite série pour le gouvernement russe.